# Jerry Sneva
Jerry Sneva (født 23. maj 1949, død 27. januar 2018) var en amerikansk racerkører, som kørte en række løb i blandt andet Indy Car-serien i slutningen af 1970'erne og først i 1980'erne. Han opnåede fem topti-placeringer og blev udnævnt til årets nye kører i Indianapolis 500 i 1977.
Han var lillebror til Indianapolis 500-vinderen 1983, Tom Sneva, og storebror til racerkøreren Jan Sneva.